# 地球空间信息科学
地球空间信息科学（英語：Geomatics），是一门获取、存储、处理和显示地理空间数据的一门学科，属于地球科学的一个分支。地球空间信息科学相对应的英文名称为，法文为。这一术语最早由法国学者伯纳德·杜比森创造，是由大地测量学（法語：Géodésie）和地理信息科学（法語：Géoinformatique）两词结合而成。这一术语最早在加拿大的大学开始使用，作为一些与测绘有关的系的系名。目前在中国内地，geomatics一词常常取代surveying and mapping作为测绘学的英文译称。与传统的测绘学相比，地球空间信息科学除了包含了现代测绘学的所有内容，另外增加了利用计算机技术对空间数据和信息处理过程中的应用。地球空间信息科学的成果目前已经广泛应用于环境、资源、灾害、农业、城市发展等领域，为各行各业提供准确实时的空间信息和空间数据。

## 语源
英文中Geomatics这一概念最早由测量学家Michel Paradis在1981年发表在《The Canadian Surveyor》中的论文中提出。另外，他也在1982年的Canadian Institute of Surveying的百年大会上重申了此概念。他认为到二十世纪末，这个世界对于地理信息的需求将达到前所未有的高度。因此，有必要将传统的大地测量学与数据获取、操纵、存储、分发的新技术与工具相融合，以形成一门新的学科。

## 学科
地理空间科学是一门学科，涉及诸如测量、地理信息系统、水文地理学和地图学的领域。 空间科学通常与描述地球、其物理特征和建筑环境的空间信息的测量、管理、分析和显示有关。

### 国际组织
- International Association of Geodesy (IAG)（页面存档备份，存于）
- International Cartographic Association (ICA)（页面存档备份，存于）
- International Federation of Surveyors (FIG)（页面存档备份，存于）
- International Society of Photogrammetry and Remote Sensing (ISPRS)（页面存档备份，存于）
- Joint Board of Geospatial Information Societies (JB GIS)（页面存档备份，存于）

### 研究机构
- The Royal Institution of Chartered Surveyors（页面存档备份，存于）
- The Association of Ontario Land Surveyors（页面存档备份，存于）
- American Congress on Surveying and Mapping (ACSM)
- Canadian Institute of Geomatics (CIG)（页面存档备份，存于）
- Surveying and Spatial Sciences Institute (SSSI)（页面存档备份，存于）
- 國立成功大學測量及空間資訊學系（页面存档备份，存于）
- 北京大学地球与空间科学学院
- 武汉大学测绘遥感信息工程国家重点实验室(LIESMARS)
- 香港中文大学太空与地球信息科学研究所（页面存档备份，存于）
- 武汉大学测绘学院（页面存档备份，存于）
- 中国地质大学（武汉）地球物理与空间信息学院